# Ganbare Neo Poke-Kun
Ganbare Neo Poke-Kun est un jeu vidéo simulation, développé par SNK, sorti sur Neo-Geo Pocket Color en 2000.